# Hajdu Gyula (jogász)
Hajdu Gyula, 1904-ig Hirsfeld Gyula (helyenként Hajdú) (Somogyszil, 1886. május 8. – Budapest, 1973. augusztus 21.) nemzetközi jogász, egyetemi tanár, az állam- és jogtudományok doktora (1957), állami díjas (1970).

## Tanulmányai és munkássága
Hirsfeld Salamon kereskedő és Altstädter Hermina fia. Jogi tanulmányait a pécsi Püspöki Joglíceumban kezdte. Már egyetemistaként cikkeket írt a Pécsi Naplóba. 1906-ban a Munkás című lapban közölt vezércikkeket. Ugyancsak 1906-ban választották a Szabadgondolkodók Társasága Pécs városi titkárává. Munkásképző tanfolyamon tartott előadást, 1907-ben a Munkásképző Egylet elnökévé választották, majd csatlakozott a Magyarországi Szociáldemokrata Párthoz. 1910-től a párt pécsi végrehajtó bizottságának tagja.
1910-ben ügyvédi irodát nyitott. 1911-ben bekerült Pécs törvényhatósági bizottságába. 1915 végén bevonult a hadseregbe, az első világháborúban 1916 októbere és 1917 áprilisa között az orosz fronton szolgált.
1918-ban az őszirózsás forradalom idején Pécsett a nemzeti tanács titkára volt. 1919 februárjában a szerb katonai parancsnokság ötödmagával Mitrovicára internálta a pécsi magyar közigazgatás megszüntetése elleni tiltakozó memorandum miatt. A pécsi általános sztrájk miatt a magyar közigazgatást visszaállították, a letartóztatottakat elengedték. A Tanácsköztársaság idején a külügyi népbiztos délvidéki biztosa, a 44. vörös dandár politikai biztosa, Baranya megye kormányzótanácsi biztosa. Emellett tagja volt a Szövetséges Központi Intéző Bizottságnak is, s megválasztották Rákosi Mátyás és Vanczák János mellett az ellenőrző bizottságba is.
1919. augusztusban Olaszországba emigrált, Milánóban élt, majd az Avanti torinói, később római szerkesztőségében dolgozott. 1920 őszén tért vissza Pécsre, de radikális szocialista szervezőmunkája miatt öt hónap múlva a megszálló szerb katonai hatóságok kiutasították. 1921 nyarán részt vett a Komintern III. kongresszusán Moszkvában, majd Bécsbe költözött, belépett az Osztrák Kommunista Pártba. Bécsben közíróként tevékenykedett.
Az 1930-as évek elején a Szovjetunióban élt, könyvet írt az első ötéves tervről. 1933-tól Franciaországba költözött, Párizsban ügyvédi gyakorlatot folytatott. 1935-ben belépett a francia kommunista pártba. Részt vett a párizsi magyar baloldali emigráció életében, cikkeket írt a párizsi magyar hetilapnak, előadásokat tartott a Horizont Klubban. Részt vett az emigránsok által alapított Magyar Függetlenségi Mozgalom munkájában. 1937-ben Bécsben házasságot kötött Doktor Klára Lídiával.
1945-ben hazatért Pécsre, belépett a Magyar Kommunista Pártba, bekerült az MKP dél-dunántúli bizottságába, majd 1945 decemberében a Baranya megyei pártbizottságba. 1945. november 4. és 1953. március 8. között a Baranya és Tolna megyei választókerület MKP–listáján nemzetgyűlési illetve országgyűlési képviselő volt. 1949. május 15-én a Magyar Függetlenségi Népfront országos listájáról szerzett újabb mandátumot.
1947. január 25-étől az Iparügyi Minisztérium politikai államtitkára volt, majd a koalíciós egyezmény értelmében 1947. november 15-én az Igazságügyi Minisztérium adminisztratív politikai államtitkára volt 1949. október 31-i felmentéséig. 1950–1951-ben az Állami Ellenőrzési Központ főosztályvezetője volt.
1949-től a Pázmány Péter Tudományegyetem (1950-től ELTE) jogi karán a politikai tanszék vezetője volt. 1948-tól a Magyar Jogászszövetség társelnöke. 1951 novemberétől a nemzetközi jogi tanszék egyetemi tanári rangú vezetője lett. 1957-ben az állam- és jogtudományok doktora tudományos fokozatot szerzett. Kutatóként elsősorban a háború és béke, a fegyverkezés és leszerelés, a szuverenitás jogi kérdései foglalkoztatták.

## Művei
- Schuman-terv és a szuverenitás (Budapest, 1953)
- Nemzetközi jog (Búza Lászlóval és Vitányi Bélával, Budapest, 1958)
- A semlegesség (Budapest, 1958)
- Harcban elnyomók és megszállók ellen. Emlékezések a pécsi munkásmozgalomról (Pécs, 1957)
- A leszerelés (Budapest, 1961)
- A semlegesség a hidegháborúban. A pozitív semlegesség kialakulása (Budapest, 1963)

Szerkesztőként jegyezte a Nemzetközi jogi tanulmányokat (Budapest, 1953), Az állam és jogtudományok című sorozatot 1960-tól, valamint a Diplomáciai és nemzetközi jogi lexikont (Budapest, 1959; második, teljesen átdolgozott kiadás, Budapest, 1967).

## Díjai, elismerései
- Szocialista Munkáért Érdemérem (1955)
- A Munka Vörös Zászló Érdemrendje (1956, 1966)[6][7]
- Az Eötvös Loránd Tudományegyetem díszdoktora (1966)
- Pécs és Somogyszil tiszteletbeli polgára
- A Magyar Népköztársaság Állami Díja (1970)